# SL-18-Klasse
Die SL-18-Klasse war eine Klasse von vier Containerschiffen des Typs C7-S-88a der US-amerikanischen Reederei Sea-Land Corporation, die ursprünglich von der Matson Reederei bestellt wurden. Sea-Land nahm die Schiffe zwischen 1970 und 1974 in Betrieb. Die Containerschiffe der SL-18-Klasse waren bei ihrem Bau die ersten als solche geplanten und gebauten Containerschiffe der Reederei Sea-Land.

## Geschichte
Alle vier SL-18-Schiffe wurden von der in San Francisco ansässigen Reederei Matson Navigation Company entworfen und in Auftrag gegeben. Die beiden 1970/71 beim Bremer Vulkan in Bremen hergestellten Einheiten wurden schon während des Baus an die Reederei Sea-Land übertragen, da sich Matson aus dem ins Auge gefassten Dienst zurückzog. Die beiden Bauaufträge für die in den Jahren 1973/74 auf der Werft Bethlehem Steel in Baltimore hergestellten Schiffe wurden von der Pacific Far East Line (PFEL) übernommen, die den Entwurf für ihre Zwecke anpasste. Die PFEL meldete aber Konkurs an, bevor die jeweils 25,2 Millionen US-Dollar teuren Schiffe fertiggestellt waren, woraufhin auch diese Schiffe von Sea-Land übernommen wurden.

## Technik
Der Bremer Vulkan baute 1970 im Auftrag der US-Reederei Matson einen von den üblichen Containerschiffen abweichenden Entwurf mit vorn liegender Kommandobrücke. Zwei Einheiten lieferte der Bremer Vulkan, während zwei weitere nach den deutschen Plänen bei Bethlehem Steel in den USA entstanden.
Beim Bau waren die beiden beim Bremer Vulkan gebauten Schiffe der SL-18-Klasse für den Transport von 1175 24-Fuß-Containern, einem damaligen Standardmaß von Matson, und weiteren 148 TEU's, ausgelegt, was es etwas schwierig machte, die Leistungsfähigkeit mit herkömmlichen Containerschiffen zu vergleichen. Die beiden Neubauten von Bethlehem Steel fassten 1664 TEU. Sea-Land schwenkte noch während der Fertigstellung der Schiffe auf den Betrieb von 20 und 40 Fuß Containern um. Die Cellguides beider Schiffe vom Bremer Vulkan waren allerdings für die flexible Aufnahme verschiedener Containermaße vorbereitet. Alle Schiffe der Serie besaßen Stellplätze für 170 Kühlcontainer.

## Die Schiffe
| SL-18-Klasse     | SL-18-Klasse         | SL-18-Klasse | SL-18-Klasse      | SL-18-Klasse | SL-18-Klasse |
| Bauname          | Bauwerft/Baunummer   | IMO-Nummer   | Indienststellung  | Spätere Namen und Verbleib |              |
| ---------------- | -------------------- | ------------ | ----------------- | --- | ------------ |
| S.T. Alexander   | Bremer Vulkan/957    | 7022174      | 31. Dezember 1970 | S.L. 180 (1970) → Sea-Land Venture → ab 15. August 1989 bei S. A. Steel Enterprise in Chittagong abgebrochen                      |              |
| H.P. Baldwin     | Bremer Vulkan/958    | 7033020      | 16. März 1971     | S.L. 181 (1971) → Sea-Land Economy → ab 23. April 1989 bei Chien Yu Steel in Kaohsiung abgebrochen                                |              |
| Australia Bear   | Bethlehem Steel/4639 | 7224306      | 30. März 1973     | Sea-Land Consumer (1974) → CSX Consumer (2000) → Horizon Consumer (2003) → Matson Consumer (2016) → 2018 Abbruch in Brownsville   |              |
| New Zealand Bear | Bethlehem Steel/4640 | 7366312      | 22. April 1974    | Sea-Land Producer (1974) → CSX Producer (2000) → Horizon Producer (2003) → Matson Producer (2015) → 2015 aufgelegt → verschrottet |              |